# Pierre Waldeck-Rousseau

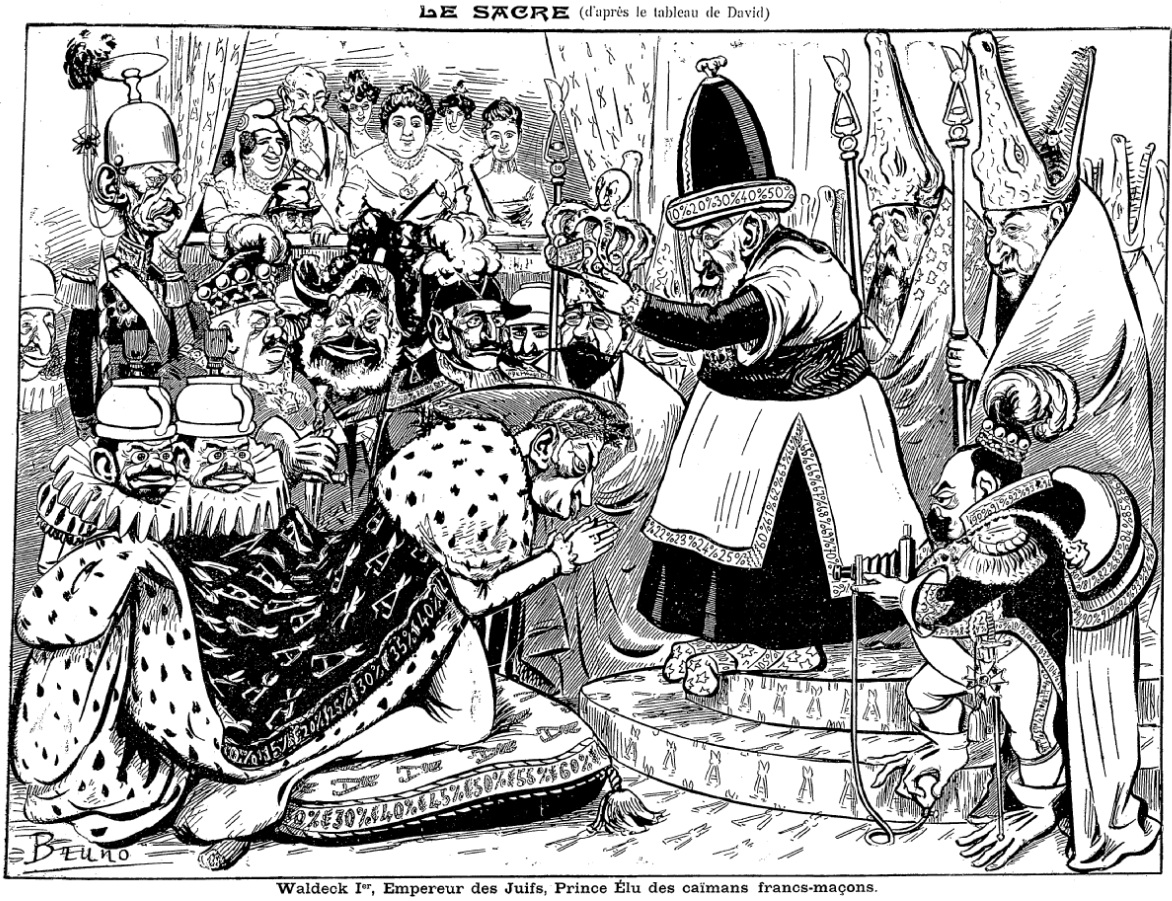
Caricatura de Pierre Waldeck-Rousseau, 1903

Pierre Marie René Ernest Waldeck-Rousseau (2 de Dezembro de 1846 – 20 de Agosto de 1904) foi um político francês.

## Sob a Terceira República
Em 1873, após a constituição da Terceira República em 1871, transferiu-se para a Ordem dos Advogados de Rennes e, seis anos depois, foi devolvido à Câmara dos Deputados. Em seu programa eleitoral, ele afirmou que estava preparado para respeitar todas as liberdades, exceto as de conspiração contra as instituições do país e de educar os jovens no ódio à ordem social moderna. Na Câmara juntou-se ao grupo parlamentar da União Republicana (Union républicaine) e apoiou a política de Léon Gambetta.
A família Waldeck-Rousseau era estritamente católica, apesar de seus princípios republicanos; no entanto, Waldeck-Rousseau apoiou as leis de Jules Ferry sobre educação pública, laica e obrigatória, promulgadas em 1881-1882. Em 1881 ele se tornou ministro do Interior no grande ministério de Gambetta. Ele ainda votou pela revogação da lei de 1814 que proíbe o trabalho aos domingos e dias de jejum, por um ano de serviço militar obrigatório para seminaristas e pelo restabelecimento do divórcio. Ele construiu sua reputação na Câmara por meio de um relatório que redigiu em 1880 em nome da comissão designada para investigar o sistema judicial francês.

### Relações capital / trabalho
Ele estava principalmente ocupado com as relações entre capital e trabalho, e teve uma grande participação em garantir o reconhecimento dos sindicatos em 1884. Ele se tornou novamente ministro do Interior no gabinete de Jules Ferry de 1883-1885, quando deu provas de grande poderes administrativos. Ele procurou acabar com o sistema pelo qual os cargos civis eram obtidos por meio do deputado local e deixou claro que a autoridade central não poderia ser desafiada pelas autoridades locais. Waldeck-Rousseau também apresentou o projeto de lei que se tornou o ato de 27 de maio de 1885 estabelecendo colônias penais, apelidado de "Lei de rebaixamento de reincidentes", junto com Martin Feuillée. A lei foi apoiada por Gambetta e seu amigo, o criminologista Alexandre Lacassagne.

### Advocacia
Waldeck-Rousseau havia começado a exercer a advocacia na Ordem dos Advogados de Paris em 1886 e, em 1889, não buscou a reeleição para a Câmara, mas se dedicou ao trabalho jurídico. O mais famoso dos muitos casos notáveis em que seu intelecto frio e penetrante e seu poder de exposição clara foram mantidos foi a defesa de Gustave Eiffel nos escândalos do Panamá em 1893 (caso de corrupção que eclodiu na Terceira República Francesa em 1892, vinculado à tentativa fracassada de uma empresa francesa de construir um canal no Panamá).

### Retorne à vida política
Em 1894 voltou à vida política como senador pelo departamento do Loire, e no ano seguinte candidatou-se à presidência da república contra Félix Faure e Henri Brisson, sendo apoiado pelos conservadores, que logo seriam seus maiores inimigos. Ele recebeu 184 votos, mas se aposentou antes da segunda votação para permitir que Faure recebesse a maioria absoluta. Durante a crise política dos anos seguintes, ele foi reconhecido pelos Oportunistas Republicanos como o sucessor de Jules Ferry e Gambetta, e na crise de 1899 com a queda do gabinete de Charles Dupuy, ele foi convidado pelo presidente Émile Loubet a formar um governo.

### Gabinete da coalizão
Depois de um fracasso inicial, ele conseguiu formar um gabinete de coalizão de "Defesa Republicana", apoiado pelos Radical-Socialistas e Socialistas, que incluía políticos tão diferentes como o Socialista Alexandre Millerand e o General de Galliffet, apelidado de "repressor do Commune". Ele próprio voltou ao seu antigo posto no Ministério do Interior e começou a trabalhar para reprimir o descontentamento com que o país fervilhava, para pôr fim às várias agitações que, sob pretextos especiosos, eram dirigidas contra as instituições republicanas (extrema-direita ligas, crise boulangista, etc.), e para restaurar a independência da autoridade judicial. Seu apelo a todos os republicanos para que afundassem suas diferenças antes que o perigo comum tivesse algum grau de sucesso, e permitiu ao governo deixar a segunda corte marcial de Alfred Dreyfus em Rennes uma mão absolutamente livre, e então comprometer o assunto concedendo um perdão a Dreyfus. Waldeck-Rousseau obteve um grande sucesso pessoal em outubro com sua intervenção bem-sucedida nas greves em Le Creusot.
Com a condenação em janeiro de 1900 de Paul Deroulède e seus seguidores nacionalistas pela Suprema Corte, o pior do perigo havia passado, e Waldeck-Rousseau manteve a ordem em Paris sem recorrer a irritantes demonstrações de força. O Senado foi firme no apoio a Waldeck-Rousseau e, na Câmara, ele demonstrou notável astúcia em obter o apoio de vários grupos. O Projeto de Lei da Anistia, aprovado em 19 de dezembro, principalmente por meio de sua incansável defesa, foi longe para amenizar a aspereza dos anos anteriores. Com o objetivo de auxiliar a indústria vitivinícola e de desencorajar o consumo de destilados e outras bebidas alcoólicas deletérias, o governo aprovou um projeto de lei suprimindo os deveres de octroi (impostos) sobre as três bebidas "higiênicas" - vinho, cidra e cerveja. A lei entrou em vigor no início de 1901. Um ano antes, em 1900, os assentos haviam sido exigidos para funcionárias.

### Projeto de Lei das Associações de 1901
A medida mais importante da administração posterior de Waldeck-Rousseau foi o Projeto de Lei das Associações de 1901. Com seu sentimento anticlerical, ele estava convencido de que a estabilidade da república exigia a restrição de associações religiosas. Todas as tentativas anteriores nessa direção falharam. Em seu discurso na Câmara, Waldeck-Rousseau lembrou o fato de ter tentado aprovar um Projeto de Lei das Associações em 1882 e novamente em 1883. Ele declarou que as associações religiosas estavam agora sendo submetidas pela primeira vez aos regulamentos comuns a todas as outras e que o objetivo do projeto era garantir a supremacia do poder civil. As simpatias monárquicas dadas aos alunos nos seminários religiosos foram a principal causa da aprovação deste projeto de lei, e o governo tomou medidas vigorosas para garantir a presença de oficiais de indubitável fidelidade à república nos cargos mais elevados da equipe. Seus discursos sobre a questão religiosa foram publicados em 1901 sob o título de Associations et congregations, após um volume de discursos sobre Questions sociales (1900).
Todos os partidos conservadores se opuseram às políticas de Waldeck-Rousseau, especialmente o fechamento em massa de escolas religiosas, como uma perseguição à religião. Ele liderou a coalizão anticlerical à esquerda, enfrentando oposição organizada principalmente pela pró- ação católica libérale populaire (ALP). O ALP tinha uma base popular mais forte, com melhor financiamento e uma rede de jornais mais forte, mas tinha muito menos assentos no parlamento.
À medida que se aproximava a eleição geral de 1902, todas as seções da Oposição uniram seus esforços sob o Bloc des gauches, e o nome de Waldeck-Rousseau serviu de grito de guerra para um lado e, do outro, alvo de abusos. O resultado foi uma vitória decisiva da esquerda e Waldeck-Rousseau considerou sua tarefa encerrada. Portanto, em 3 de junho de 1902 ele renunciou ao cargo, tendo provado ser a "personalidade mais forte da política francesa desde a morte de Gambetta".

## Publicação de discursos
Seus discursos foram publicados como Discours parlementaires (1889); Pour la République, 1883–1903 (1904), editado por H Leyret; L'État et la liberté (1906); e seus Plaidoyers (1906) foram editados por H Barboux. Ver também H Leyret, Waldeck-Rousseau et la Troisième République (1908).

## Ministério de Waldeck-Rousseau, 22 de junho de 1899 - 7 de junho de 1902
- Pierre Waldeck-Rousseau - Presidente do Conselho e Ministro do Interior e Culto
- Théophile Delcassé - Ministro das Relações Exteriores
- Marquês de Gallifet - Ministro da Guerra
- Joseph Caillaux - Ministro da Fazenda
- Ernest Monis - Ministro da Justiça
- Jean-Marie de Lanessan - Ministro da Marinha
- Georges Leygues - Ministro da Instrução Pública e Belas Artes
- Jean Dupuy - Ministro da Agricultura
- Albert Decrais - Ministro das Colônias
- Pierre Baudin - Ministro dos Transportes
- Alexandre Millerand - Ministro do Comércio, Indústria, Correios e Telégrafos

Alterações
- 20 de maio de 1900 - Louis André sucede Gallifet como Ministro da Guerra.